# OS X Mountain Lion
OS X Mountain Lion（10.8版本）是蘋果公司开发的個人電腦和服务器操作系统OS X的第九个版本，供麥金塔電腦使用。苹果于2012年2月16日发布了OS X Mountain Lion，并在7月25日公开发售。它引入了更多来自iOS的功能特色，部分功能也已在OS X Lion中引入。
這一版OS X是蘋果公司最後一款以大型貓科動物命名的作業系統。

## 历史
苹果公司于2012年2月16日在其网站宣布OS X Mountain Lion为Mac OS X 10.7 "Lion"的继任者。截至2012年2月24日，OS X Mountain Lion仍在开发当中，苹果开发者独享可免费下载的预览版本。
2012年7月10日，Apple對開發者發表OS X Mountain Lion GM（Golden Master）版本。
2012年7月24日，Apple在2012年第三季財經報告中，宣佈OS X Mountain Lion將於7月25日在Mac App Store發售，售價為US$19.99 TWD590
2012年7月25日，OS X Mountain Lion正式版上架Mac App Store
2012年8月中旬，苹果发布了OS X v10.8.1的第一个开发者测试版。

## 系统要求
Mountain Lion支持以下硬件：
1. iMac（2007年中期或之后的型號）
2. MacBook（2008年后期的铝制机身型號、2009年前期或之后的塑料机身型號）
3. MacBook Pro（2007年中期/后期或之后的型號）
4. MacBook Air（2008年后期或之后的型號）
5. Mac mini（2009年前期或之后的型號）
6. Mac Pro（2008年前期或之后的型號）
7. Xserve（2009年前期的服务器）

- 其他要求：
  - 至少8GB空余硬盘空间

## 新增及变更功能
Mountain Lion与iCloud更深度地整合。内置应用程序、iWork和第三方应用程序通过API实现新的"打开及保存"对话框。使用这个API的应用程序支持一个新的查看和管理专属本应用程序在雲端儲存文档的用户界面。在Mountain Lion中，iWork文档会自动被同步到iCloud，部分内置应用程序的内容更改也会即刻同步到iCloud并更新到使用同一Apple ID登录的iPhone、iPod touch和iPad上。
新增Power Nap，當Mac進入睡眠狀態，它仍能透過Power Nap完成作業。會定時更新Mail、通讯录、日历、提醒事項、備忘錄、照片流、尋找我的Mac，以及文件雲端服務。當Mac处于電源供电时，會下載軟體更新，並透過Time Machine進行備份。
新增分享，直接從正在使用的app進行分享。可透過Mail、「訊息」及AirDrop分享照片、影片及其他檔案。支援發佈Facebook、Twitter、Flickr或Vimeo。
內建Facebook支援，可直接從正在使用的app，分享近況更新。發佈照片或連結，添加留言和打卡。只要登入一次，就完成設定。Facebook通知會出現在通知中心。
新增Gatekeeper，一个基于数字签名和Mac App Store的反恶意软件功能。
Mountain Lion还包含针对中国用户的定制功能，例如Safari新增百度搜索引擎选项、分享列表含有新浪微博、优酷和土豆，Mail、通讯录和日历新增帐户增加了QQ、163和126提供商。此外，输入法被改良。

### 来自iOS的功能
苹果声称为Mountain Lion打造的许多功能是受iOS启发。在Mountain Lion中，一些内置应用程序被更名以与iOS保持一致，其中iCal更名为“日历”、地址簿更名为“通讯录”、iChat更名为“信息”并新增iMessage服务支持。此外，还有一些功能来自iOS，包括：
- 提醒事项——待办事项应用程序，该程序与日历程序独立。[10]
- 备忘录——从Mail应用程序分离，支持将备忘固定在桌面。[7]
- 分享列表——Safari和其他应用程序中的“分享”按钮和对话框[11]
- Game Center——Mac用户可与iPad、iPhone和iPod touch用户对战。[12]
- 隔空播放——通过隔空播放在Apple TV上显示OS X屏幕镜像[13]
- Twitter整合[14]
- 通知中心——类似于iOS 5.0以上的功能。应用程序的弹出窗口集中在屏幕的角落，通知中心本身从屏幕右侧拉出[15]

### 移除的功能
- Mail和Safari中的RSS支持被移除[16]
- Apple Software Update——被整合进Mac App Store[17]
- X11——用户被引导使用替代的开源的XQuartz项目[18]
- iChat——被信息和Facetime取代

### 操作系统的重大修改
- 停止支持以32位启动

从Mac OS X Snow Leopard开始，启动系统默认是64位的，即便如此，仍然可以在启动时添加-legacy或者arch=i386以32位启动，因为内核中依然保留对Intel 32位处理器的支持。但是OS X Mountain Lion发布以后，一切Intel 32位的程序和KEXT都将不会支持，因为该版本的内核已经移除对32位处理器的支持。